# Municipio de Wright (Indiana)
El municipio de Wright (en inglés: Wright Township) es un municipio ubicado en el condado de Greene en el estado estadounidense de Indiana. En el año 2010 tenía una población de 3921 habitantes y una densidad poblacional de 41,84 personas por km².

## Geografía
Según la Oficina del Censo de los Estados Unidos, tiene una superficie total de 93.7 km², de la cual 92,42 km² corresponden a tierra firme y (1,37 %) 1,28 km² es agua.

## Demografía
Según el censo de 2010, había 3921 personas residiendo en el municipio de Wright. La densidad de población era de 41,84 hab./km². De los 3921 habitantes, el municipio de Wright estaba compuesto por el 98,37 % blancos, el 0,13 % eran afroamericanos, el 0,18 % eran amerindios, el 0,23 % eran asiáticos, el 0,23 % eran de otras razas y el 0,87 % eran de una mezcla de razas. Del total de la población el 0,64 % eran hispanos o latinos de cualquier raza.